# 사피르 슬리티 타이데르
사피르 슬리티 타이데르(아랍어: سفير سليتي تايدر, Saphir Sliti Taïder, 1992년 2월 29일 ~ )는 알제리의 축구 선수로, 포지션은 중앙 미드필더이다.
현재 알아인에 뛰고 있으며, 또한 타이데르는 알제리 축구 국가대표팀의 일원이기도 하다.

## 개인사
사피르 타이데르는 튀니지인 아버지와 알제리인 어머니 사이에서 프랑스에서 태어났다.
그는 프랑스 축구팀 FC 블라냑에서 뛰고 있는 나빌 타이데르의 남동생이다.